# Dendrophyllia cornucopia
Espèce
Dendrophyllia cornucopia est une espèce de coraux appartenant à la famille des Dendrophylliidae. Selon la base de données WoRMS, Dendrophyllia cornucopia n'est pas accepté et correspond à Eguchipsammia cornucopia Pourtalès, 1871.